# San Agustín Buenavista
San Agustín Buenavista  är en ort i kommunen Soyaniquilpan de Juárez i delstaten Mexiko i Mexiko. Samhället hade 1 422 invånare vid folkräkningen 2020.